# Per Conrad Arosenius
Per Conrad Arosenius, född 14 december 1798 i Norrköping, Östergötlands län, död 15 juni 1857 i Östra Tollstads församling, Östergötlands län, var en svensk präst och riksdagsman.

## Biografi
Per Conrad Arosenius föddes 1798 i Norrköping. Han var son till klädesfabrikören Johan Arosenius och Christina Lovisa Widmark. Arosenius blev 1818 student vid Uppsala universitet och promoverades till filosofie magister där 1824. Han blev 13 november 1825 kollega vid Västerviks trivialskola och 30 september 1828 apologist vid Norrköpings trivialskola. Arosenius blev 23 februari 1831 lärare vid läroverket i Norrköping och prästvigdes 22 november 1832. Han avlade pastoralexamen 1833 och blev 18 april 1836 kyrkoherde i Sunds församling, tillträde 1837. Den 30 juni 1841 blev han kyrkoherde i Östra Tollstads församling, tillträde 1843. Han blev 17 december 1845 prost och var 1849 revisor vid stats-, banko och riksgäldsverken. Arosenius var riksdagsman vid riksdagen 1850–1851, riksdagen 1853–1854 och riksdagen 1857. Han var predikant vid prästmötet 1853. Arosenius avled 1857 i Östra Tollstads församling.
Arosenius var ledamot i Pro fide et christianismo.

### Familj
Arosenius gifte sig 7 augusti 1829 med Maria Charlotta Wellenius (1860–1866). Hon var dotter till stadsbokhållaren i Norrköping Fredrik Wellenius och Anna Maria Pousette. De fick tillsammans barnen bokhållaren Johan Fredrik Arosenius (1830–1857) i Amerika, Elin Maria Helena Arosenius (född 1831) som var gift med kyrkoherden Adolf Fredrik Ölander i Svanshals församling, Anna Charlotta Arosenius (född 1833) som var gift med kyrkoherden Anders Fredrik Melin i Östra Tollstads församling och bokhållaren Carl Conard Arosenius (1836–1867) i Amerika.